# Danny Day
Danny Day (5 de octubre de 1972) es un deportista australiano que compitió en ciclismo en la modalidad de pista, especialista en las pruebas de velocidad por equipos y tándem.
Ganó tres medallas en el Campeonato Mundial de Ciclismo en Pista entre los años 1993 y 1998.

## Medallero internacional
| Campeonato Mundial | Campeonato Mundial | Campeonato Mundial | Campeonato Mundial    |
| Año                | Lugar              | Medalla            | Competición           |
| ------------------ | ------------------ | ------------------ | --------------------- |
| 1993               | Hamar (Noruega)    | Medalla de plata   | Tándem                |
| 1997               | Perth (Australia)  | Medalla de bronce  | Velocidad por equipos |
| 1998               | Burdeos (Francia)  | Medalla de plata   | Velocidad por equipos |